# Адуков, Абдулкадыр Муртузалиевич
Абдулкадыр Муртузалиевич Адуков (род. 17 сентября 1994, Махачкала) — российский самбист, победитель первенства России среди юношей, чемпион Европы среди юношей, бронзовый призёр чемпионата России 2014 года, мастер спорта России. Тренируется под руководством Эльчина Шабанова. Выступает в лёгкой весовой категории (до 62 кг).

## Спортивные результаты
- Первенство России по самбо среди юношей 1994-1995 годов рождения — ;
- Первенство Азиатской части России по самбо среди юношей — ;
- Первенство Европы по самбо среди юношей — ;
- Чемпионат России по самбо 2014 года — .